# Acraea semifulvescens
Acraea semifulvescens är en fjärilsart som beskrevs av Charles Oberthür 1893. Acraea semifulvescens ingår i släktet Acraea och familjen praktfjärilar. Inga underarter finns listade i Catalogue of Life.